# Paluxysaurus jonesi
Il paluxysauro (Paluxysaurus jonesi) è un dinosauro erbivoro appartenente ai sauropodi. Visse nel Cretaceo inferiore (Albiano, circa 112 milioni di anni fa) e i suoi resti sono stati ritrovati in Nordamerica (Texas). È il probabile autore delle numerose impronte di sauropodi ritrovate lungo il fiume Paluxy.

## Descrizione e classificazione
Questo dinosauro, come tutti i sauropodi, possedeva collo e coda lunghi e un corpo voluminoso sorretto da zampe colonnari. L'aspetto doveva essere simile a quello di Brachiosaurus, un sauropode ben noto vissuto nel Giurassico superiore. Peter J. Rose, che descrisse Paluxysaurus, ha prodotto un'analisi cladistica in cui Paluxysaurus figurerebbe come un membro dei brachiosauridi. Dal momento che questo clade è basato su una singola caratteristica (il femore particolarmente ispessito), Paluxysaurus è probabilmente attribuibile al più ampio clade dei titanosauriformi. 

## Letto d'ossa
Ossa e impronte fossili di sauropodi sono conosciute dalungo tempo nell'area del fiume Paluxy, e generalmente sono state riferite al genere Pleurocoelus, compresi scheletri parziali (in particolare provenienti dalla formazione Glen Rose, al di sopra della formazione Twin Mountains). Verso la metà degli anni '80 fu scoperto un vero e proprio "letto d'ossa" nella contea di Hood. Tutti i fossili di dinosauri presenti sembravano appartenere a una singola specie di sauropodi. Nel sito sono stati ritrovati anche tronchi fossili. Quando i sedimenti si depositarono, il sito era occupato da una zona fluviale, con canali sabbiosi e zone fangose in cui le ossa e i tronchi si depositarono e divennero poi fossili. In seguito alla scoperta, i sauropodi del sito vennero denominati Paluxysaurus.

## Resti fossili
Paluxysaurus è basato su un esemplare che consta in un cranio parziale. Altre ossa provenienti dalla cava includono vertebre cervicali, numerose vertebre dorsali e caudali, e gran parte delle ossa delle zampe (tranne alcune parti di mani e piedi), provenienti da almeno quattro esemplari. Paluxysaurus è distinto da tutti gli altri sauropodi in dettagli della morfologia delle vertebre, e alcune differenze nelle altre ossa lo distinguono da tutti gli altri sauropodi del Cretaceo inferiore nordamericano. Paluxysaurus sembra essere stato rinvenuto soltanto nel letto d'ossa della contea di Hood, ma alcuni altri reperti provenienti dalla contea di Wise, precedentemente attribuiti a Pleurocoelus, potrebbero essere invece attribuiti a Paluxysaurus.